# Бровко, Валерий Леонардович
Валерий Леонардович Бровко (24 июня 1950 года — 7 декабря 2015) — советский и российский композитор, аранжировщик, музыкант, продюсер. Член Союза композиторов, обладатель премии «Ника» за фильм «Дело Иосифа Бродского» (1991 год), лауреат Третьего Всероссийского конкурса композиторов им. А. Петрова (2009 год).

## Биография
В 1960—70-е годы был гитаристом различных групп и профессиональных коллективов: «Аргонавты», Up and Down, «Поющие гитары», «Поморы» и других. Работал музыкальным руководителем в Смоленском драматическом театре, варьете «Бригантина», «Тройка», а также инструментальной группы Валерия Леонтьева, студийной группы «Мост». В качестве композитора сотрудничал с такими режиссёрами, как Эльдар Рязанов, Георгий Данелия, Владислав Дружинин, Олег Рябоконь, Петром Шумейко, а в качестве аранжировщика — с композиторами Андреем Петровым, Марком Фрадкиным, Микаэлом Таривердиевым, Давидом Тухмановым, Сергеем Баневичем, Александром Журбиным, Вениамином Баснером, Еленой Суржиковой, Лорой Квинт.
Валерий Бровко — автор музыки для драматических спектаклей в театрах Санкт-Петербурга, Смоленска, Таллина, а также учебных музыкальных пособий, довольно часто сотрудничал с известной петербургской поэтессой Татьяной Калининой.
Продюсер и главный редактор серии «The Best of Russian Rock». Главный музыкальный редактор альбома «Песни о нашем городе», посвящённого 300-летию Санкт-Петербурга.
Жил и работал в Санкт-Петербурге. Похоронен на Волковском кладбище.

## Награды и премии
- Премия «Ника» за фильм «Дело Иосифа Бродского»
- лауреат третьего Всероссийского конкурса композиторов им. А. Петрова

## Основные работы

### Музыка к театральным постановкам
- 1985 — балет «Ритуал»
- 1990 — мюзикл «Инопланетянин»
- 1994 — рок-опера «Капитанская дочка» по повести А. С. Пушкина
- 1995 — мюзикл «День рождения инфанты»
- 1996 — музыкальный водевиль «Медведь»
- 2002 — мюзикл «Мы спасаем колобка»
- 2004 — мюзикл «Волшебный мешок»[2]

### Музыка к фильмам
- 1979 — «А я иду»
- 1991 — «Дело Иосифа Бродского»

### Эстрадные песни
- «Прежде тоже разно жили» (слова Татьяны Калининой) исполняет МТД «Радуга» под управлением М. Ланды
- «Когда разводятся мосты» (слова Татьяны Калининой) исполняет Елена Первозванская
- «Мир для меня» (слова Татьяны Калининой) исполняет Марина Капуро
- «Старые друзья» (слова Татьяны Калининой) исполняет Михаил Боярский
- «А я иду» (слова Виктора Крутецкого) исполняет Михаил Боярский

### Оркестровая музыка
- симфоническая картина «Затмение земли»
- сюита для струнного оркестра «День рождения инфанты»
- оркестровые пьесы, миниатюры (исполняются различными оркестрами, звучат по радио и телевидению).

### Вокальные циклы
- «Ни страны, ни погоста» на стихи И. Бродского
- «Семейный альбом» на стихи Т. Калининой
- «Колыбельные» на русские народные тексты.

### Хоровая музыка
- Три хора на духовные тексты
- Хоровые страшилки «Природа не терпит ни в чём пустоты» на стихи Олега Григорьева с цитатами любимых выражений «Митьков»
- «Пять считалок» для детского хора.

### Автор музыкальных пособий
- «Beatles на уроках сольфеджио»,
- «Битлз для двоих». Для двух гитар,
- «Классика джаза»,
- «Азбука аранжировки»,
- «Аранжировка и партитура за 5 минут»,
- «Из Midi в Audio»,
- «Классика джаза»,
- «Музыка XVII—XIX веков в переложении для шестиструнной гитары»,
- «Популярные классические мелодии»,
- «Гитара за 10 уроков»,
- «Губная гармошка»,
- «Самоучитель игры на гитаре без нот» и приложение «Играю без нот» (вып. 1—6),
- «Я хочу играть блюз», нотное приложение «Я хочу играть блюз»
- «Сливки рок-н-ролла»,
- «Весь этот рок-н-ролл». Соло знаменитых гитаристов,
- аудио-самоучитель «Ваше благородие, Госпожа гитара» (для инвалидов по зрению)
- «Рок-тусовка» песни для голоса и гитары (фортепиано) (вып. 1—3) и др.
- «Три мюзикла для детей» (с аудиоприложением на CD)